# Prunellidae
Prunellidae é uma família de aves da ordem Passeriformes, endêmica do Velho Mundo. Comumente é considerada como possuindo somente um gênero, Prunella.

## Taxonomia e etimologia
O gênero Prunella foi introduzido pelo ornitólogo francês Louis Vieillot em 1816 com a espécie Ferreirinha-comum (Prunella modularis) como espécie-tipo.

## Descrição
Essas são espécies pequenas, de cores neutras, superficialmente semelhantes mas não aparentadas aos pardais. Eles têm de 14 a 18 centímetros de comprimento, e pesam entre 25 e 35 gramas. Seus bicos são finos e afiados, refletindo sua dieta de insetos que habitam o solo no verão, complementada com sementes e frutos no inverno. Eles também podem engolir brita e areia para ajudar seu estômago a quebrar essas sementes. A maioria das espécies vivem em grupos. A ferreirinha-comum é uma exceção, pois prefere ser solitária, exceto quando se alimenta. Essa espécie também ganhou o apelido de "shuffle-wing", já que exibe mais fortemente os movimentos de asas característicos vistos durante o cortejo e outras exibições. Essas espécies podem ter de duas a três ninhadas por ano. O cortejo consiste em uma grande quantidade de cantos da parte dos machos, que pode incluir voos de música curtos para atrair uma companheira. Na maioria das espécies, o macho e a fêmea colaboram na criação do ninho, com P. modularis novamente sendo uma exceção – seus machos não têm participação na construção de ninhos ou incubação. Eles constroem ninhos de copos puros e colocam cerca de 4 ovos verdes ou azuis sem marcas. Os ovos são incubados por cerca de 12 dias. Os jovens são alimentados pelos pais e levam mais 12 dias para partirem.

## Habitat
Seu habitat típico são regiões montanhosas em uma área muito acima da linha das árvores, mas abaixo da linha de neve. A ferreirinha-do-Himalaia pode ser encontrada a até 17.000 pés acima do nível do mar ao se reproduzir, no entanto, a maioria das espécies se reproduzem em vegetação de matagal em níveis mais baixos. A maioria das espécies migra para baixo para passar o inverno, com apenas algumas sendo resistentes o suficiente para permanecer. Essas aves passam a maior parte do tempo na vegetação rasteira e mesmo quando reveladas, ficam abaixadas no chão até chegarem à cobertura.

## Espécies
- Prunella collaris
- Prunella himalayana
- Prunella rubeculoides
- Prunella strophiata
- Prunella montanella
- Prunella fulvescens
- Prunella ocularis
- Prunella fagani
- Prunella atrogularis
- Prunella koslowi
- Prunella modularis
- Prunella rubida
- Prunella immaculata